# J.N.A. Madvig
Johan Nikolai Agathon Madvig (født 27. februar 1833 i København, død 27. september 1919 i København) var en dansk jurist og retsformand.
Han var søn af professor Johan Nicolai Madvig. Han blev student fra Borgerdydskolen på Christianshavn 1850, juridisk kandidat 1857, underkastede sig 1861 den retsvidenskabelige prøve i Flensborg, manuducerede til juridisk embedseksamen og blev 1857 volontør, 1859 assistent, 1861 kancellist og 1863 fuldmægtig i det slesvigske ministerium. Efter en udenlandsrejse afgik han 1864 ved ministeriets opløsning. Herefter var han sysselsat med de slesvigske arkivsager og arbejdede ved Inkorporationskommissionen samt for Justits- og Indenrigsministeriet i sagerne fra de inkorporerede slesvigske distrikter. 1867-68 var han tillige sekretær ved Teaterkommissionen, hvis betænkning han udarbejdede, og 1865-72 revisionsassistent ved Landstinget, 1871-72 udgiver af Lov- og Ministerialtidende. Sidstnævnte år udnævntes han til assessor i Københavns Kriminal- og Politiret, 1879 til assessor i Landsover- samt Hof- og Stadsretten. Fra 1885 var han tillige næstformand i Sø- og Handelsretten, og 1891-1905 var han formand i denne ret.
Madvig tog virksom del i livet i Studenterforeningen og Akademisk Skytteforening og har i lang tid (1874-86) arbejdet som næstformand i Kjøbenhavns Understøttelsesforening. 1887 udgav han sin faders livserindringer og 1891 "Realregister til Domssamlingerne i civile Sager" for årene 1877-86.
Han var formand for Søfartskommissionen 1897-99, for Aktielovskommissionen 1901-02, Kommandør af 1. grad af Dannebrogordenen og Dannebrogsmand.
1867 ægtede han Caroline Jürgensen, datter af professor Christian Jürgensen; hun døde 1896.